# 口岸雕花楼
口岸雕花楼，位于江苏省泰州市高港区，是中华人民共和国江苏省文物保护单位之一。
2002年10月22日，授予江苏省文物保护单位，是一座古建筑。